# Julius Kalaš
Julius Kalaš (Luis Kassal, * 18. August 1902 in Prag; † 12. Mai 1967 ebenda) war ein tschechischer Komponist.
Kalaš war am Konservatorium Prag Schüler von Josef Bohuslav Foerster, Jaroslav Křička und Josef Suk. Von 1925 bis 1953 war er Pianist und künstlerischer Leiter des satirischen Männersextetts The Teachers of Gotham, für das er 125 Balladen und Songs schrieb.
Seit 1948 wirkte er an der Filmfakultät der Akademie der musikschen Künste als Professor für Musik und Ton. Er war der erste Präsident der tschechischen Musikstiftung. Neben Film- und Schauspielmusiken komponierte Kalaš eine Oper, sechs Operetten, drei sinfonische Dichtungen, ein Cello- und ein Bratschenkonzert, kammermusikalische Werke, Klavierstücke, Chorwerke, Tänze und Lieder.